# سلطان أباد درة ويران (سيلتان)
سلطان أباد درة ویران (بالفارسية: سلطان‌آباد دره ویران) هي قرية تقع في إيران في قسم سيلتان الريفي. يقدر عدد سكانها بـ 134 نسمة بحسب إحصاء 2016.